# Золотистые суслики
Золотистые суслики (Callospermophilus) — это род из трибы наземных беличьих Marmotini, представленный тремя видами в Северной Америке.

## Описание
Виды этого рода — суслики малого и среднего размера. Длина их тела от 20,6 до 31,2 сантиметра. Длина хвоста — 5,2—11,6 см, длина хвоста обычно составляет от 37 до 55% длины тела. Хвост остносительно короткий и тонкий, иногда слегка пушистый. Уши сравнительно большие, длиной от 15 до 25 миллиметров, длина стоп от 31 до 48 миллиметров. Окраска спины от бледной до ярко-красновато-коричневой. У всех трёх видов есть две парные кремово-белые полосы, идущие от уха вниз по спине, окаймлённые с двух сторон тёмно-коричневыми или черноватыми полосами. Бока животных окрашены от песочного до серого. Голова и передняя часть тела от ярко-рыжего до золотисто-коричневого цвета и, таким образом, выделяется на фоне остального тела. Мех длиннее и менее блестящий, чем у других родов Marmotini. У самок вида Callospermophilus от четырех до пяти пар сосков.
Виды Callospermophilus отличаются от аналогично окрашенных антилоповых сусликов (Ammospermophilus)  чёрными линиями окаймления рисунка на спине, тем, что светлые полосы рисунка начинаются за ухом, и по размерами.
Череп в основном соответствует черепу других сусликов. Моляры среднего размера и брахиодонтны, премоляр P3 относительно небольшой. резцы стоят вертикально (ортодонты) или слегка направлены назад (офистодонты) с относительно длинными и узкими зубными полостями.

## Распространение

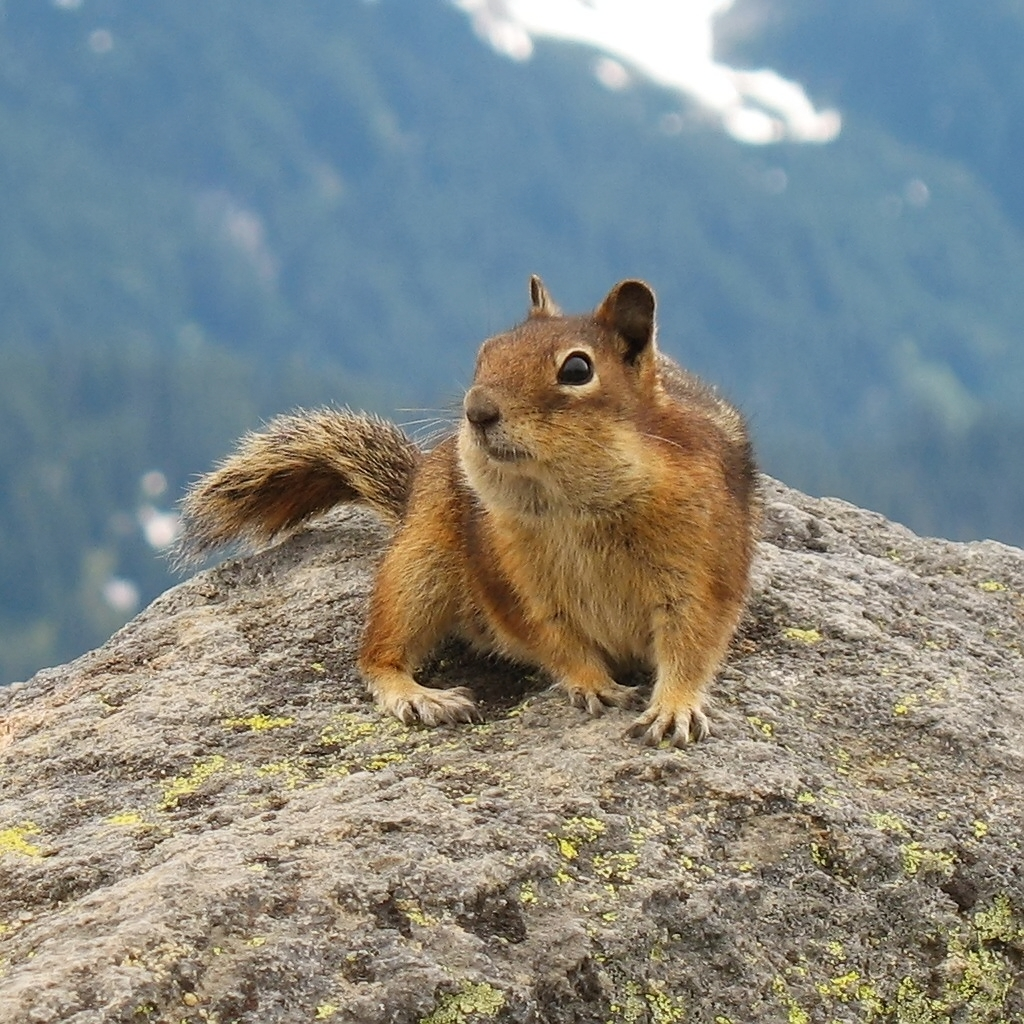
Каскадный суслик (Callopermophilus saturatus)

Род Callospermophilus распространён в Северной Америке от юго-запада США до центральной Мексики, при этом ареалы отдельных видов не перекрываются (аллопатрическое распространение). Распределение по высоте составляет от 1000 до 4000 метров.
- Золотистый суслик (Callospermophilus lateralis) нескольких подвидов этого вида населяют территорию от канадских Скалистых гор до южных шататов США: Нью-Мексико, Калифорния и Невада.
- Сьеррамадресский суслик (Callospermophilus madrensis) обитает на высотах более 3000 метров в мексиканских штатах Чиуауа и Дуранго.
- Суслик Каскадных гор (Callospermophilus saturatus), или каскадный суслик встречается в Каскадных горах на северо-западе Северной Америки от Британской Колумбии на юго-западе Канады до реки Колумбия в штате Вашингтон.

## Образ жизни
Виды рода обитают в основном в выостном поясе горных пастбищ и окружающих местообитаний. Они всеядны и питаются в основном семенами, листьями, грибами, фруктами, а также насекомыми, мелкими млекопитающими, яйцами и птенцами птиц. Обычно они одиночные, но могут появляться небольшими группами вокруг источников пищи. Они ведут дневной образ жизни и впадают в спячку зимой.

## Систематика
Callopermophilus — род из семейства беличьих Sciuridae, в котором входит в подсемейство наземных белок (Xerinae). Первое научное описание было сделано Клинтоном Хартом Мерриамом в 1897 году с выделением каскадного суслика в качестве типового вида. После этого данный таксон в ранге подрода долгое время отнесился к роду сусликов (Spermophilus sensu lato). Кроме того род суслики в широкой практовке включал ещё многие группы наземных белок, которые теперь рассматриваются как самостоятельные роды.
В 2004 году молекулярно-биологические данные подтвердили, что Callospermophilus монофилетичен. Этот род является  сестринским по отношению к роду Otospermophilus, что дало основания восстановитьCallospermophilus в рагне самостоятельного рода. Клада Callospermophilus вместе с Otospermophilus является базальной по отношению ко всем остальным Marmotini, за исключением родов Ammospermophilus и Notocitellus .  Краниометрические исследования показали сходство Callospermophilus с Ictidomys, что, вероятно, связано с конвергенцией этих родов.
В этом роде описаны три вида: золотистый суслик (Callopermophilus lateralis), каскадный суслик (Callopermophilus saturatus, сьеррамадресский суслик (Callospermophilus madrensis):
Название Callospermophilus происходит от греческих слов «kallos» — «красивый», «spermatos» — «семя» и «phileo» — «любовь». — Любители семян».

## Угрозы и охрана
Международный союз охраны природы и природных ресурсов (IUCN) классифицирует как золотистый суслик, так и каскадный суслик каскадного суслика  как не находящиеся под угрозой исчезновения («вызывающие наименьшие опасения») из-за их сравнительно больших ареалов и стабильных численности. С другой стороны сьеррамадресский суслик внесён в список потенциально находящихся под угрозой исчезновения видов («близкие к уязвимому положению») из-за ограниченного ареала и узкого спектра местообтаний (высокогорные сосновые леса)  и изменений среды обитания, вызванных вырубкой лесов.